# Phyllachora annonicola
Phyllachora annonicola är en svampart som beskrevs av Chardón 1940. Phyllachora annonicola ingår i släktet Phyllachora och familjen Phyllachoraceae.   Inga underarter finns listade i Catalogue of Life.